# Carl Viggo Meincke
Fritz Carl Viggo Meincke, född den 8 mars 1902 i Köpenhamn, död den 28 september 1959, var en dansk sångtextförfattare, manusförfattare, skådespelare och teaterchef, framför allt verksam inom revy och lustspel.
Meincke debuterade vid sjutton års ålder med sångtexter till Stege Sommerteater, och var under åren därefter mycket aktiv som sångförfattare. Tillsammans med Børge Christiansen, Christian Gottschalch, Svend Bille, Agnes Rehni, Sigurd Langberg och Aase Jacobsen var han med i revyn Marionetkomedien af 1927. Han var under några år chef för Over Stalden Teatret i Charlottenlund, och åren 1937–1938 var han direktör för Fønix-Teatret, där han också medverkade på scenen. Ihop med Carl Fischer gjorde han succé i Frederiksberg Teaters jubileumsrevy.
På 1930-talet skrev Meincke tillsammans med Victor Cornelius en mängd sånger till komedifilmer, däribland "Alle fugle fløjter på en sang om kærlighed och "I et hjørne i en gammel kro". Han skrev under samma tid mycket för sommarrevyerna i Köpenhamn, och skrev nästan samtliga texter till Columbus Varieté på Åboulevarden. 1936 skrev han texterna till operetten S/S Oceania på Nørrebros Teater. Bland hans övriga sånger märks "Når lygterne tændes", "Hvorfor er lykken så lunefuld", "Man blir så glad når solen skinner", "Ih, hvor er det kommunalt", "Sådan en aften sku' man være 20 år" och "Og de bar stadig øl ind".
Under Tysklands ockupation av Danmark uppträdde Meincke i tyskvänliga revyer, och blev som följd av detta utfryst efter kriget. Vid sitt fyrtioårsjubileum som författare hyllades han dock med en festkväll i Hollænderbyn.